# Långtjärnen (Brunflo socken, Jämtland, 699637-146138)
Långtjärnen är en sjö i Östersunds kommun i Jämtland och ingår i Indalsälvens huvudavrinningsområde.